# Jiraiya (Naruto)
Jiraiya (jap. 自来也)  to fikcyjna postać występująca w mandze i anime Naruto.

## Historia
Uważany jest za nieuleczalnego erotomana, podglądacza i kobieciarza. Kiedy był geninem, wraz z Tsunade i Orochimaru, dostali się pod opiekę Sarutobiego, Trzeciego Hokage. Z powodu swoich  fenomenalnych umiejętności byli znani jako "Trzej Legendarni Ninja" (jap. 伝説の三忍 Densetsu no Sannin). Podczas wojny zaopiekował się trzema sierotami z Ame: Konan, Yahiko, oraz Nagato. Opiekował się nimi przez trzy lata ucząc ich ninjutsu.
Jako jōnin zdecydował się wziąć pod opiekę trzech geninów. Jednym z nich był Minato Namikaze, którego kochał jak syna. Kiedy Minato zginął w walce z Kyūbi, Jiraiya odszedł z Konohy. Rozpoczął długą wędrówkę oraz karierę pisarza. Pisał "Eldorado Flirtujących", książkę zawzięcie czytał Kakashi Hatake. Po 13 latach nieobecności powrócił do wioski i postanowił pomóc w treningu Naruto, któremu przekazał swoje najpotężniejsze techniki - Kuchiyose no Jutsu oraz stworzonego przez Czwartego Hokage Rasengana. Jest ojcem chrzestnym Naruto. Odkrywa siedzibę lidera Akatsuki w wiosce Ame. Dla dobra wioski oddaje życie w walce z Painem. Przed śmiercią zostawił dla Naruto zaszyfrowaną wiadomość.